# Epicauta linearis
Epicauta linearis är en skalbaggsart som först beskrevs av Leconte 1858.  Epicauta linearis ingår i släktet Epicauta och familjen oljebaggar. Inga underarter finns listade i Catalogue of Life.